# Graziela Albini
Graziela Albini (n. 22 mai 1926, Zlatna, județul Alba (interbelic) – d. 22 august 2008, Montreal,  Canada) a fost o actriță română.

## Biografie
În 1950 a absolvit Facultatea de Muzică și Teatru din Timișoara. A fost actriță la Teatrul German de Stat din Timișoara și apoi a jucat în piese montate la Teatrele Giulești și Bulandra din București. A colaborat la zeci de emisiuni ale posturilor de radio și televiziune naționale. În 1969 a părăsit România, autoexilându-se în Germania. Ulterior s-a stabilit la Montréal, în Canada, unde a trăit până la sfârșitul vieții.

## Filmografie
- Viața învinge (1951) - rol, Sanda Costiniu - regia Dinu Negreanu
- Desfășurarea (1954) - Gherghina, nevasta lui Ilie Barbu - regia Paul Călinescu
- Erupția (1957) - Grazziella Albini - regia Liviu Ciulei
- Omul de lângă tine (1961) - țăranca - regia Horea Popescu
- O dragoste lungă de-o seară (1963)  - regia Horea Popescu
- Codin (1963) - regia Henri Colpi
- Sărutul (1965) - regia Lucian Bratu
- Rața sălbatică (film TV, 1965) - regia Petre Sava Băleanu[3]
- Duminică la ora 6 (1966) - ilegalista Maria - regia Lucian Pintilie